# Bałkandżi
Balkandżi – bułgarska grupa muzyczna wykonująca folk metal. Powstała 1999 roku z inicjatywy Kiriła Janewa (gitara) i Nikołaja Barowskiego (instrumenty klawiszowe), którzy współpracowali w owym czasie z perkusistą Aleksandrem Stojanowem w grupie działającej przy szkole językowej w Sofii.
Pierwszy utwór zespołu nosił tytuł Az tebe, libe, sym zaljubił autorstwa poety Konstantina Nikołowa, który zaprosił zespół do współpracy przy udźwiękowieniu jego prac. Niedługo potem do zespołu na stałe dołączył Stojanow i Władimir Lewiew (gitara basowa), z którymi grupa rozpoczęła pracę nad debiutanckim albumem.
Wiosną 2001 roku grupa wzięła udział w konkursie organizowanym przez państwowe radio z utworem pt. Krali Marko, dzięki któremu odnieśli sukces zdobywając pierwsze miejsce. Tego samego roku utwór Kym taz zemia zdobył pierwsze miejsce w konkursie My Reason To Stay in Bulgaria.
We wrześniu do zespołu dołączyła śpiewaczka operowa Inna Zamfirowa. Realizowany w międzyczasie materiał demo zatytułowany Probużdane został ukończony. Niedługo potem odbył się pierwszy występ publiczny grupy z udziałem Spasa Dimitrowa (gitara), Nikołaja Trajkowa (perkusja) oraz Christa Paszowa na gitarze basowej. Stojanow i Lewiew jako studenci nie mogli w tym czasie uczestniczyć w występie.
W 2001 roku zespół zdecydował się na realizację debiutanckiego albumu samodzielnie. Wydawnictwo zatytułowane Probużdane ukazało się ostatecznie w 2004 roku nakładem Toxity Records.
Muzyka prezentowana przez grupę to tradycyjne melodie bułgarskie poddane wpływom hard rocka oraz heavy metalu progresywnego. Teksty utworów również poruszają zagadnienia typowe dla rodzimego folkloru, traktują o miłości, magii oraz narodzie bułgarskim i śpiewane są głównie w języku ojczystym. 
Członkowie grupy oprócz tradycyjnych dla heavy metalu gitar, perkusji i instrumentów klawiszowych korzystają z tradycyjnych bułgarskich instrumentów takich jak tambura, kawał i typan. 
Nazwa zespołu nawiązuje do historycznej postaci jaką był Bałkandżi (Балканджи), oznacza on człowieka z Bałkanów jak i górala ukrywającego się w paśmie górskim Stara Płanina za czasów panowania Imperium osmańskiego na ziemiach Bułgarii.

## Muzycy
- Kirił Janew (Кирил Янев) – śpiew, gitara
- Nikołaj Barowski (Николай Баровски) – kaval, instrumenty klawiszowe
- Aleksandyr Stojanow (Александър Стоянов) – perkusja
- Władimir Lewiew (Владимир Левиев) – gitara basowa
- Spas Dimitrow (Спас Димитров) – gitara akustyczna, tambura, śpiew
- Kalin Chistow (Калин Христов – Кацко) – typan, instrumenty perkusyjne
- Walentin Monowski (Валентин Моновски) – tambura, gitara, śpiew
- Jawor Paczowski (Явор Пачовски) – instrumenty klawiszowe
- Tedi Todorowa (Теди Тодорова) – trąbka, śpiew
- Jana Sziszkowa-Dimitrowa (Яна Шишкова-Димитрова) – śpiew
- Raja Chadżiewa (Рая Хаджиева) – trąbka
- Nikołaj Trajkow (Николай Трайков) – perkusja
- Christo Paszow (Христо Пашов) – gitara basowa
- Inna Zamfirowa (Инна Замфирова) – śpiew

## Dyskografia
- Пробуждане (2001, Балканджи)
- Звездица (EP, 2004, Toxity Records)
- Между деня и нощта (DVD, 2006, Балканджи)
- Видение (singel, 2007, Missskin)
- Змей (2008, Missskin)
- Видение (DVD, 2009, Балканджи)